# آبشار سیمیل‌کامین
آبشار سیمیل‌کامین (به انگلیسی: Similkameen Falls) آبشاری است که در بریتیش کلمبیا، کانادا واقع شده و ارتفاع کلی ریزشگاه آن ۲۵ فوت (۷٫۶ متر) است.